# Marc Tul·li Ciceró el jove
Marc Tul·li Ciceró el jove (en llatí Marcus Tullius Cicero) va ser l'únic fill mascle de Marc Tul·li Ciceró l'orador amb la seva muller Terència. Formava part de la gens Túl·lia.
Va néixer l'any 65 aC suposadament el mateix dia que Juli Cèsar i Gai Marci Fígul van ser escollits cònsols. Ciceró parla d'ell a les seves cartes, mentre era un nen, amb paraules d'afecte i diu que vigilava la seva educació amb molta cura. Va acompanyar al seu pare a Cilícia (51 aC) i allí viatjà a Galàcia, juntament am el seu cosí Quint Tul·li, a visitar al rei Deiotarus I, mentre el seu pare i els seus llegats feien la guerra als muntanyesos de l'Amanos.
L'any 50 aC va retornar a Roma, on va vestir la toga viril, quan tenia setze anys, a la ciutat d'Arpinium. El 49 aC se'n va anar a Grècia on es va unir a l'exèrcit de Pompeu i va dirigir un esquadró de cavalleria. El seu general i l'exèrcit el van felicitar per la seva habilitat en dirigir les tropes i per la fermesa que demostrava suportant la vida de soldat. Després de la batalla de Farsàlia va anar a Brundusium fins a l'arribada de Juli Cèsar.
L'any 46 aC va tornar a Arpinium on va ser nomenat per Cèsar edil, juntament amb el seu cosí Quint i un tal Marc Cesi. L'any 45 aC va demanar anar a Hispània per lluitar contra els seus antics amis però el seu pare li va treure del cap i el va enviar a Atenes on va seguir estudiant amb altres amics seus de Roma i on primer va tenir una etapa de mals hàbits degut a un retòric de nom Gòrgias. El jove sembla que va tenir remordiments per la seva conducta, i en una carta va expressar la seva vergonya per la mala conducta, i va explicar que s'havia reformat i estudiava amb Cràtip de Mitilene. Alguns amics del seu pare que el van visitar, confirmen el seu canvi de conducta.
Després de la mort de Cèsar el 44 aC va ser tribú militar amb Brut i va derrotar a Luci Calpurni Pisó, lloctinent de Marc Antoni, i a Gai Antoni, al que va fer presoner. Derrotats els republicans a Filipos, es va unir amb Sext Pompeu a Sicília i va aprofitar l'amnistia dictada pel breu tractat de pau del 39 aC, vivint llavors retirat fins que el va cridar Octavi i el va fer entrar al col·legi d'àugurs. Després el va fer el seu col·lega al consolat l'any 30 aC, i l'any següent va ser nomenat governador d'Àsia o, segons alguns autors, de Síria, última cosa que es coneix de la seva vida.
El jove Ciceró va ser un d'aquells personatges que mai no haurien aparegut a la història si no hagués estat per la fama del seu pare. Aquesta fama va ser fins a cert punt una desgràcia, ja que va portar a que s'assenyalessin les seves follies i els vicis de joventut, que podrien haver passat desapercebuts en una persona amb un pare menys il·lustre. Tenia una naturalesa indolent però els avantatges de la seva educació no es van perdre, cosa que es pot deduir de l'estil i el to de dues epístoles que s'han conservat.